# Tomba del Sileno
La Tomba del Sileno est l'une des tombes étrusques du site du parc archéologique de  Sovana, l'Area archeologica di Sovana, situé en province de Grosseto.

## Description
De type à édicule, cette tombe date du IIIe siècle av. J.-C., et prend son nom d'un bas-relief ressemblant à une tête de  Silène. Elle  se démarque  du style hellénistique par  quatre colonnes, plutôt de type  ionique que dorique. 